# Nikolaj Ivanovič Lebedev
Nikolaj Ivanovič Lebedev (Gus'-Chrustal'nyj, 9 agosto 1897 – Leningrado, 9 ottobre 1989) è stato un regista cinematografico sovietico.

## Filmografia parziale

### Regista
- Soldatskij syn (1933)
- Na Lunu s peresadkoj (1935)
- Fed'ka (1936)[1]
- Naezdnik iz Kabardy (1939)
- Navstreču žizni (1952)
- Čest' tovarišča (1953)
- Devčonka, s kotoroj ja družil (1960)
- Mandat (1963)
- Zimnee utro (1967)
- Neverojatnyj Iegudiil Chlamida (1969)
- Najdi menja, Lёnja! (1971)
- V to dalёkoe leto... (1974)
- V moej smerti prošu vinit' Klavu K. (1979)